# Journée internationale des pompiers
 (décembre 2023).
Si vous disposez d'ouvrages ou d'articles de référence ou si vous connaissez des sites web de qualité traitant du thème abordé ici, merci de compléter l'article en donnant les références utiles à sa vérifiabilité et en les liant à la section « Notes et références ».
La journée internationale des pompiers est une journée internationale observée le 4 mai.
À la suite de la mort de cinq pompiers dans un incendie dans le bush australien en Australie le 4 janvier 1999 ; le 4 mai, jour de la Saint-Florian honorant le saint patron des pompiers, a été retenu, pour commémorer leur disparition et célébrer le courage de ces hommes. 
Peuvent aussi exister indépendamment dans certains pays des journées nationales célébrant les pompiers. Ainsi, la Fête de la Sainte-Barbe (en France, en Italie) le 4 décembre ; la Journée des pompiers de Roumanie (ro) le 13 septembre, en commémoration de la bataille (ro) de la butte de Spirea, ayant eu lieu près de Bucarest le même jour de 1848 durant la révolution roumaine, entre des combattants de la principauté de Valachie — dont une compagnie de pompiers dirigés par le capitaine Pavel Zaganescu (ro) — et un corps d'armée de l’Empire ottoman. 